# Pyrus fallax
Pyrus fallax là loài thực vật có hoa trong họ Hoa hồng. Loài này được (C.K. Schneid.) Fernald miêu tả khoa học đầu tiên năm 1947.